# Присецький Іван Миколайович
Присецький Іван Миколайович (1858, містечко Ковалівка, Зіньківський повіт, Полтавська губернія, Російська імперія — 12 вересня 1911, Алупка, Таврійська губернія, Російська імперія) — народник, громадсько-політичний діяч, депутат I Державної Думи Російської імперії (конституційно-демократична фракція і Українська громада), член Партії конституційних демократів.

## Життєпис

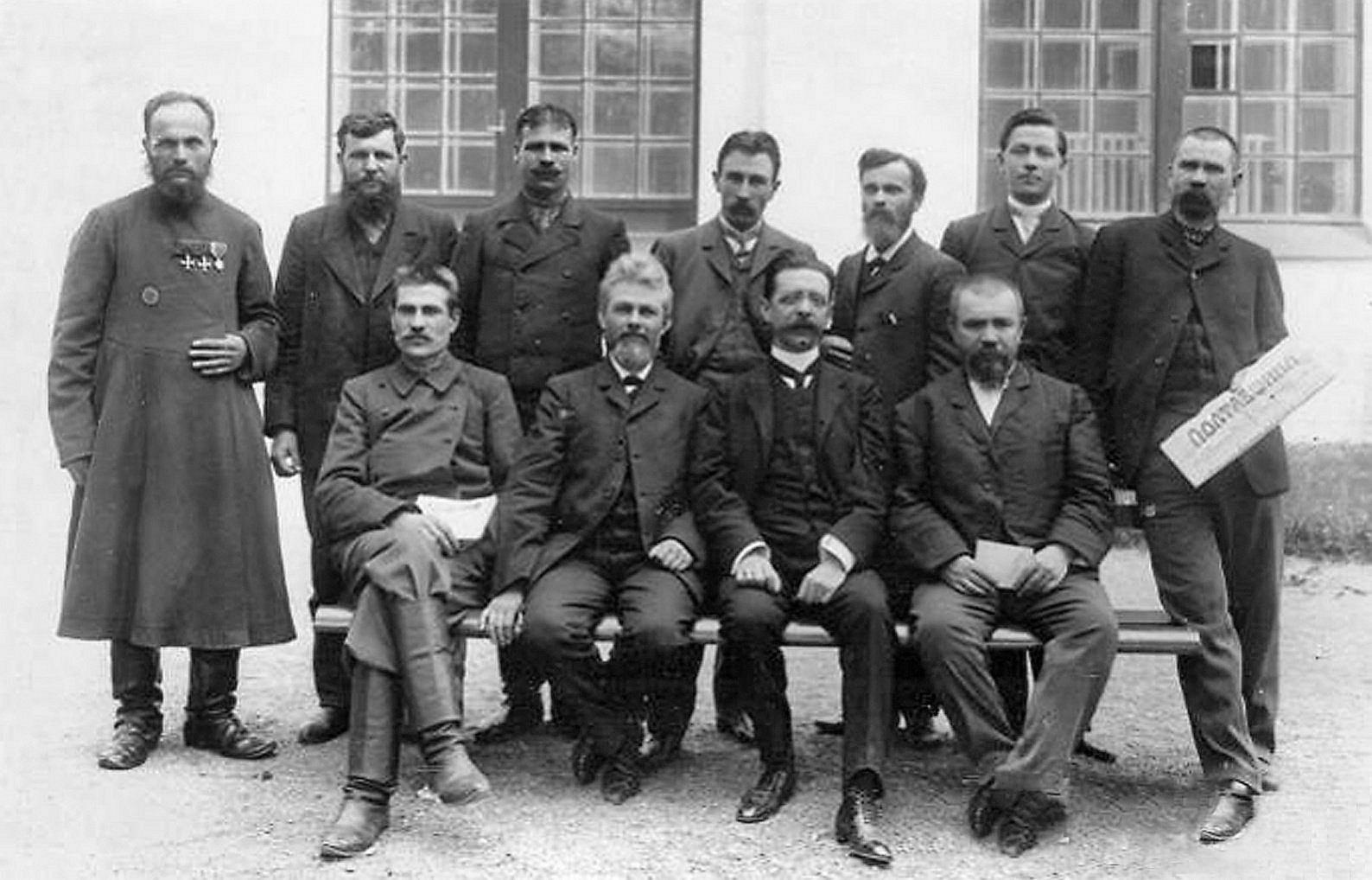
Депутати I Державної думи Російської імперії від Полтавської губернії. Другий ліворуч сидить Іван Присецький. Третій у другому ряду — Микола Онацький, що виступав у Думі українською

Народився у сім'ї відставного підпоручика Миколи Максимовича Присецького та Софії Семенівни Саранчової.
Присецькі походили з великопольського роду Пшисєцких, частина з яких осіла на Полтавщині не раніше XVII ст.
Окрім Івана, в сім'ї Миколи Максимовича було ще троє дітей: Софія (1856—1892), Марія (1860—1916) та Ольга (1859—1928). Всі четверо стали активними учасниками народницького руху.
1875 року закінчив Петровську Полтавську воєнну гімназію.
1883 року брав участь у спробі гуртка українських соціалістів-федералістів створити політичне товариство «Вільна Спілка». Поряд із одеським громадівцем Володимиром Мальованим був безпосереднім організатором Спілки, провідним ідеологом був Михайло Драгоманов.